# Рубін ДеЛонга
«Рубін ДеЛонга» — зірчастий рубін овальної форми; маса 100,32 карата (20,064 г).

## Історія
Рубін був виявлений в  Бірмі в 1930 році. Мартін Ерманн продав його Едіту Хаггіну ДеЛонгу (англ. Edith Haggin DeLong) за $21.400, який в 1937 році передав камінь Американському музею природної історії в Нью-Йорку.
29 жовтня 1964 р. рубін ДеЛонга був викрадений з музею грабіжниками на чолі з Джеком Мерфі. Також було вкрадено декілька інших дорогоцінних експонатів, у тому числі сапфір Зірка Індії і Орлиний Алмаз. У січні 1965 року деякі камені були випадково знайдені, але рубіна ДеЛонга серед них не виявилося. Через декілька місяців розслідування невідомі особи запропонували повернути рубін за винагороду $25 тис. (реальна цінність каменю була багаторазово вища). Викуп був наданий бізнесменом з  Флориди Джоном Д. МакАртуром.

## Ресурси Інтернету
- The DeLong Star Ruby
- 100-Carat Delong Star Ruby Recovered Near Palm Beach